# Symphonies of Doom
Symphonies of Doom – demo zespołu Lucifer's Heritage, który niebawem miał zmienić nazwę na Blind Guardian.

## Skład zespołu
- Hansi Kürsch – śpiew, bas
- Markus Dörk – śpiew, gitara
- André Olbrich – gitara
- Thomas "Thomen" Stauch – perkusja

## Lista utworów
1. "Halloween"
2. "Brian"
3. "Dead of the Night"
4. "Symphonies of Doom"
5. "Lucifer's Heritage"